# Романов, Александр Евлампиевич
Все даты в статье приведены по старому стилю
Александр Евлампиевич Романов (2 [14] августа 1815 или 2 августа 1815 — 8 [20] октября 1887 или 8 октября 1887, Санкт-Петербург) — русский морской офицер, контр-адмирал (1885) Российского императорского флота. 

## Биография
Из дворян Санкт-Петербургской губернии. Родился в 1815 году. С 1827 года учился в Морском кадетском корпусе в Санкт-Петербурге, после окончания которого был зачислен юнкером на Черноморский флот, и вскоре (3 октября 1838 года), за участие в сражении против горцев, был произведен в прапорщики с назначением в корпус морской артиллерии. 
В 1839 году Романов был переименован из прапорщиков в мичманы и назначен в 29-й флотский экипаж Черноморского флота. 15-го апреля 1845 года произведен в лейтенанты флота.
B 1851-1859 годах служил на Балтийском флоте и в 1856 году произведен в капитан-лейтенанты. B 1860-1861 годах участвовал в гидрографических работах в Финском заливе, исполняя обязанности старшего офицера и командира разных судов Балтийского флота.
В феврале 1862 года Романов был переведён в Сибирскую флотилию и отправился в Николаевск-на-Амуре, где был произведён в капитаны 2-го ранга, зачислен в 27-й (впоследствии «Амурский») флотский экипаж и вскоре (в мае месяце того же года) назначен исправляющим обязанность помощника капитана над портами Восточного океана и презуса портовой комиссии. Два года спустя был назначен исправляющим должность капитана вышеупомянутых портов.
В 1868 году Романов был назначен исправляющим должность дежурного штаб-офицера по морской части при штабе войск Восточно-Сибирского военного округа, но в том же году был переведен в Балтийский флот и 20-го ноября вернулся в Санкт-Петербург, где был зачислен в 8-й флотский экипаж, и в следующем году назначен председателем приемной комиссии по артиллерийской части.
В 1876 году Романов был назначен помощником командира 8-го флотского экипажа. С 1883 по 1885 год несколько раз исполнял должность командира Бакинского порта и Каспийского флотского экипажа. В 1885 году был произведён в контр-адмиралы при выходе в отставку.
Скончался контр-адмирал Романов в 1887 году и был похоронен на Смоленском православном кладбище в Санкт-Петербурге.